# Dasystole colopholeuca
Dasystole colopholeuca là một loài bướm đêm trong họ Geometridae.